# Sofia Milos
Sofia Milos (Zúrich, 27 de septiembre de 1969) es una actriz suiza.

## Biografía
Nació de padre italiano y madre griega. En su juventud participó en un concurso local de belleza y, tras ganar el primer premio, participó en concursos provinciales, regionales y nacionales. Estudió actuación en el Beverly Hills Playhouse bajo la tutela del profesor Milton Katselas.
Habla inglés, italiano, francés y alemán con fluidez y puede mantener una conversación básica en griego y castellano.

## Filmografía

### Televisión
| Año         | Título                                      | Papel                          | Notas                                                   |
| ----------- | ------------------------------------------- | ------------------------------ | ------------------------------------------------------- |
| 1994        | Friends                                     | Aurora                         | Un episodio                                             |
| 1997-1998   | Los lios de Caroline (Caroline in the City) | Julia Karinsky                 | 20 episodios                                            |
| 2000        | Los Soprano (The Sopranos)                  | Annalisa Zucca                 | Estrella invitada (2 episodios)                         |
| 2003        | Urgencias (E.R.)                            | Coco                           | Un episodio                                             |
| 2003 - 2009 | CSI: Miami                                  | Detective Yelina Salas         | Personaje regular temporada 3 recurrente temporadas 1-7 |
| 2004        | CSI: Nueva York                             | Detective Yelina Salas         | Un episodio                                             |
| 2006        | Desire                                      | Victoria Marston               | Cuatro episodios                                        |
| 2008        | The Border                                  | Agente Especial Bianca LeGarda | Coprotagonista (8 episodios)                            |